# Rhododendron heizhugouense
Rhododendron heizhugouense là một loài thực vật có hoa trong họ Thạch nam. Loài này được M.Y. He & L.C. Hu miêu tả khoa học đầu tiên năm 1996.